# Chagrin d'amour (album)
Pour les articles homonymes, voir Chagrin d'amour.
Albums de Dorothée
Live à Bercy
(1990) Les Neiges de l'Himalaya
(1991)
Chagrin d'amour est le dixième album studio de Dorothée sorti en octobre 1990. 
Certifié d'un disque d'or, il se vendra à plus de  100 000 exemplaires. Trois titres de cet album sortiront en singles : Chagrin d'amour, Un jour on se retrouvera (générique du dessin animé Sophie et Virginie) et Valise ninety one. 
Dorothée interprète également à de nombreuses reprises la chanson Tourterelle en duo avec Bernard Minet en 1991 au Club Dorothée et sur le Tour 91 de la chanteuse, mais aussi sur la scène de Bercy le 18 décembre 2010.
Avec cet album, Dorothée part en tournée en France en mars et avril 1991 ainsi qu'en Chine et à La Réunion en mai de la même année pour des concerts à guichets fermés (cf Bercy 90).

## Titres
| No  | Titre                         | Durée |
| --- | ----------------------------- | ----- |
| 1.  | Chagrin d'amour               |       |
| 2.  | Tourterelle                   |       |
| 3.  | Do you dream of me ?          |       |
| 4.  | Naturellement                 |       |
| 5.  | Sur sa guitare                |       |
| 6.  | Un ange                       |       |
| 7.  | En écoutant pleurer le vent   |       |
| 8.  | L'été des enfants sages       |       |
| 9.  | C'est l'amour                 |       |
| 10. | Avec une chanson              |       |
| 11. | Une petite musique pour moi   |       |
| 12. | Un jour, on se retrouvera     |       |
| 13. | L'amour, ça nous fait du bien |       |
| 14. | Valise Ninety-One             |       |

## Singles
- Chagrin d'amour (octobre 1990).
- Un jour, on se retrouvera (janvier 1991).
- Valise Ninety-one (mai 1991).

## Ventes
L'album est certifié disque d'or pour plus de 100 000 exemplaires écoulés. 

## Crédits
- Paroles : Jean-François Porry.
- Musiques : Jean-François Porry / Gérard Salesses.
- Sauf En écoutant pleurer le vent : Paroles et musique de Michel Jourdan.